# Berta
För andra betydelser, se Berta (olika betydelser).

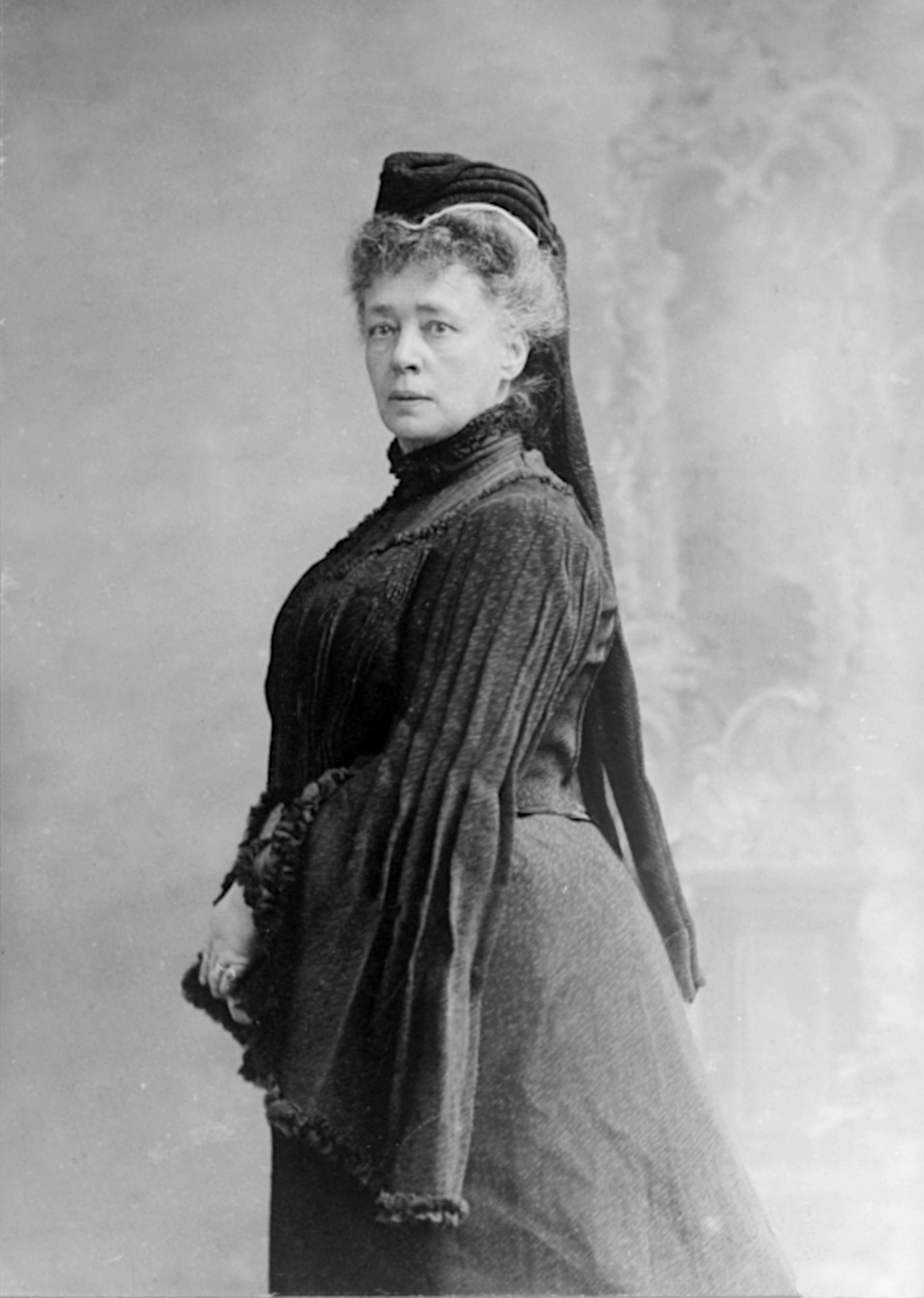
Bertha von Suttner

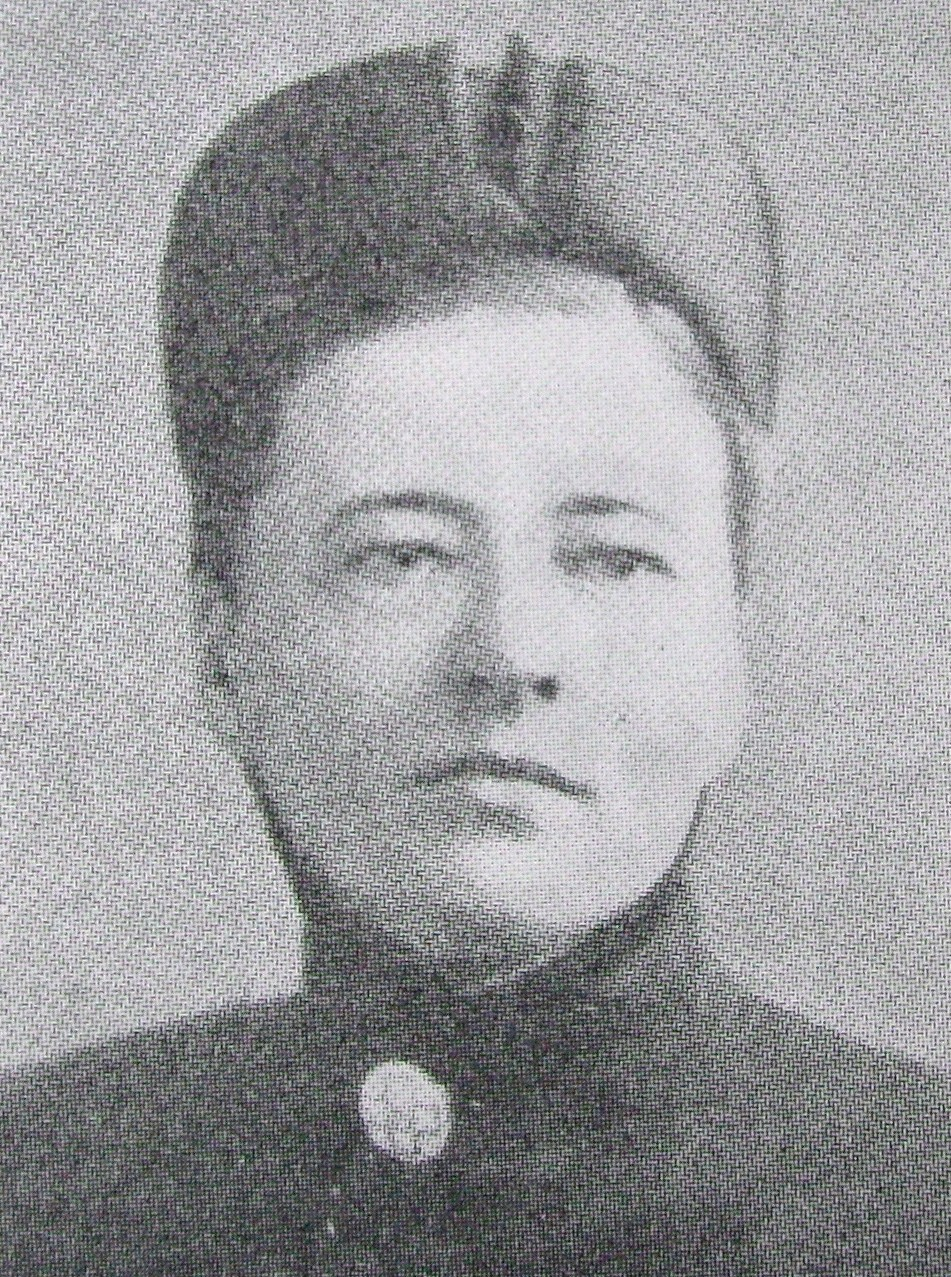
Bertha Wellin

Kvinnonamnet Berta eller Bertha är liksom den maskulina formen Bert en kortform av flera tyska namn som innehåller namndelen Bert. Namnet betyder 'lysande' och har förekommit i Sverige sedan mitten av 1300-talet.
Berta var ett vanligt förnamn i Sverige runt förra sekelskiftet, men har varit mycket ovanligt sedan 1960-talet.[källa behövs]
Den 31 december 2014 fanns det totalt 2 627 kvinnor folkbokförda i Sverige med namnet Berta eller Bertha, varav 990 bar det som tilltalsnamn.
Namnsdag i Sverige: 8 februari. I den finlandssvenska namnsdagslängden har Berta namnsdag 24 augusti sedan 1973. Före det hade Berta namnsdag 1 februari 1929–1972.

## Varianter
- Berta (svenska, tyska, italienska, tjeckiska, ungerska, spanska, polska, m.fl.)
- Berete (danska)
- Berhta (förnhögtyska)
- Berthe, Bertille (franska)
- Bertha (engelska)
- Bertta (finska)

## Personer med namnet Berta/Bertha
- Bertha av Aragonien, drottning av Aragonien och Navarra
- Bertha av Bretagne, hertiginna av Bretagne
- Bertha av Holland, fransk drottning
- Bertha av Savojen, tysk-romersk kejsarinna
- Bertha av Schwaben, drottning av Burgund och Italien
- Bertha av Sulzbach, bysantinsk kejsarinna
- Bertha av Kent, fornengelsk drottning
- Bertrada av Laon, frankisk drottning
- Berta Behrens, tysk författare
- Bertha Benz, hustru till biltillverkaren Carl Benz
- Berta Hall, svensk skådespelerska
- Berta Hansson, svensk konstnär
- Berta Hillberg, svensk skådespelerska
- Bertha Krupp von Bohlen und Halbach, tysk företagare
- Berta Magnusson, svensk författare
- Berta Persson, Sveriges första kvinnliga busschaufför
- Bertha von Suttner, österrikisk författare och nobelpristagare (fredspriset)
- Bertha Tammelin, svensk operasångerska och tonsättare
- Bertha Townsend, amerikansk tennisspelare
- Bertha Valerius, svensk fotograf, bildkonstnär och kunglig porträttleverantör
- Bertha Wegmann, dansk konstnär
- Bertha Wehnert-Beckmann, tysk fotograf
- Bertha Wellin, en av de första invalda kvinnorna i Sveriges riksdag vid valet 1921
- Bertha Zück, svensk (ursprungligen tysk) kammarjungfru åt drottning Josefina
- Berta Önnerberg, svensk kompositör